# Cola cecidiifolia
Cola cecidiifolia es una especie de árbol perteneciente a la familia de las malváceas.   Es  endémica de Camerún. Su hábitat natural son las tierras bajas de las selvas tropicales y subtropicales húmedas. Está tratada en peligro de extinción por la pérdida de hábitat.

## Descripción
Es un arbusto, muy ramificado, que alcanza los 1,5-2 m de altura, con hojas simples, irritantes. Las inflorescencias son axilares.

## Hábitat
Se encuentra en regiones forestales lluviosas siempreverdes; a una altitud de 0-100 metros. Se encuentra en peligro crítico; amenazada por la limpieza de las plantaciones. Cuando no está florecida, es muy parecida a Cola flavo-velutina.